# 金株英
金株英（韓語：김주영，1987年9月27日—），韩国男演员。

## 作品

### 电视剧
- 2007年：SBS《恋人啊》饰演 姜世镇
- 2007年：SBS《奔跑吧，鲭鱼》饰演 高贵东
- 2007年：MBC 《玛莉大九攻防战》饰演 黄大韩
- 2008年：KBS 《强敌们》飾演少年江秀浩
- 2010年：EBS《面对面笑》饰演 李秀民
- 2011年：MBC《相信男人》饰演 正善
- 2011年：E Channel《Big Heat》饰演 金山
- 2011年：OCN《吸血鬼检察官》饰演 崔东万
- 2011年：Channel A 《女人的色彩》饰演 李俊相
- 2012年：KBS《Drama Special－少女侦探朴海索》饰演 崔太平
- 2013年：JTBC 《Happy Ending》饰演 金斗秀少年
- 2012年：OCN《吸血鬼检察官2》饰演 崔东万
- 2013年：JTBC 《宫中残酷史－花的战争》饰演 凤林大君
- 2013年：SBS《好好长大的女儿荷娜》饰演 张罗恭
- 2014年：JTBC《宥娜的街》飾演 鄭容根
- 2017年：KBS《那女人的大海》飾演 崔正旭
- 2019年：MBC《異夢》飾演 金勝鎮
- 2019年：OCN《奔跑的調查官》飾演 富志勳
- 2021年：SBS《紅天機》飾演 李賢模

### 电影
- 2009年：《厨房》饰演 洋伞店学生情侣
- 2012年：《China Blue》饰演 吉南

### 话剧
- 2009年：《恋爱讲座》